# Geranomyia zionana
Geranomyia zionana är en tvåvingeart som först beskrevs av Alexander 1948.  Geranomyia zionana ingår i släktet Geranomyia och familjen småharkrankar. Inga underarter finns listade i Catalogue of Life.